# Krenitzin Islands
Krenitzin Islands – mała grupa wysp należąca do archipelagu Wysp Lisich w łańcuchu Aleutów, obejmuje wyspy położone pomiędzy Unimakiem i Unalaską, tj. Aiktak, Avatanak, Derbin, Kaligagan, Rootok, Round, Tigalda i Ugamak. Łączna powierzchnia wysp to 159,533 km², wyspy są niezamieszkane.

## Nazwa
Wyspy nazwał prawdopodobnie kapitan Michaił Tiebieńkow na cześć kapitana Piotra Krienicyna, razem z Michaiłem Lewaszowem, współodkrywcy i autora opisu ponad 30 wysp aleuckich.